# Éclipse solaire du 22 juillet 2028
Une éclipse solaire totale aura lieu le 22 juillet 2028.

## Visibilité

Carte animée de l'éclipse.

Cette éclipse totale commencera en plein océan Indien, décrivant une grande boucle allant vers le sud-est, longeant au sud des iles de la Sonde. L'éclipse abordera la côte nord-ouest de l'Australie, où elle aura son maximum, ensuite elle traversera ce pays selon sa boucle sud-est pour aborder l'océan Pacifique, en passant par la ville de Sydney où l'éclipse durera environ 3 minutes. Continuant sur l'océan Pacifique, l'éclipse abordera et traversera l'Île du Sud de Nouvelle-Zélande, pour après finir à environ 500 km au large de celle-ci.